# Sam (série télévisée)
Pour les articles homonymes, voir Sam.
Production
Diffusion
Sam est une série télévisée française créée par Claire Lemaréchal et diffusée en Belgique depuis le 24 mars 2016 sur La Une et en France depuis le 2 mai 2016 sur TF1. Il s'agit d'une adaptation de la série danoise Rita.

## Synopsis
Sam (abréviation de Sarah-Amélie Moreau) est une mère et professeur de lettres qui exprime directement ses pensées et applique des méthodes cavalières.

## Distribution

### Acteurs principaux
- Hélène de Fougerolles : Sarah-Amélie Moreau « Sam », professeur de français (depuis la saison 7)[3]
- Fred Testot : Xavier Bordat, principal du collège (saisons 1, 2, 4, 5), professeur (saison 3 et depuis la saison 6), écrivain (saison 7)
- Fanny Gilles : Véronique Leroy, la CPE (saisons 1 et 2), principale du collège (saison 3), mutée (saison 4), congé maternité (saison 5), étudiante en master de psychologie (saison 6), psychologue (saisons 7 et 8)
- Charlotte Gaccio : Aurélie Schneck, professeur de français (saison 1), professeur documentaliste du CDI (saisons 2 à 5), professeur (depuis la saison 6)
- Chantal Ladesou : Anne-Marie Valadier, propriétaire et directrice de l'école (depuis la saison 6)
- Thierry Neuvic : Laurent, maire et barman de Saint-Paul-Le-Truchon (depuis la saison 6)
- Noom Diawara : Damien, assistant de direction (saison 6), professeur d'EPS (depuis la saison 6)
- Amaury de Crayencour : Maxime Valadier, nouveau propriétaire de l’école (depuis la saison 7), professeur d’anglais (depuis la saison 8)

### Anciens acteurs principaux
- Mathilde Seigner : Sarah-Amélie Moreau « Sam », professeur de français (saison 1)
- Natacha Lindinger : Sarah-Amélie Moreau « Sam », professeur de français (saisons 2 à 6)[4]
- Roxane Bret : Anna, fille de Sam (saisons 1 à 5)
- Valentin Byls : Hugo dit « Boudu », fils cadet de Sam (saisons 1 à 5)
- Michaël Cohen : Raphaël Manzareck, professeur de latin et de français[5] (saisons 2 et 3)
- Issa Doumbia : Nicolas N'Dollo, CPE (saisons 3 à 5)
- Nathalie Odzierejko : Samia, directrice académique (saison 3)
- Thomas Jouannet : Antoine, amant puis petit ami de Sam (saisons 4 et 5)
- Barbara Cabrita : Felicia Valadier, professeur de mathématiques (saison 6)
- Jean-Noël Brouté : Didier, professeur de musique (saison 6)

### Acteurs récurrents
- Kevin Dias : Alex, fils aîné de Sam (principal saisons 1 à 5, récurrent saison 7)
- Laure Millet : Juliette, fille d'Alexandre et Muriel ; petite amie puis femme d'Alex (saisons 1 à 5 et 7)
- César de Gouvello Grach : Gustave, fils d’Alex et Juliette ; petit-fils de Sam (saisons 5 et 7)
- François Berléand : Vladimir Nowak, père de Sam (récurrent saison 5, invité saison 6)
- Bruno Wolkowitch : Olivier, frère de Sam (récurrent saison 5, invité saison 6, décédé)
- Sophie Mounicot : Sonia, sœur de Sam (récurrente saison 5, invitée saison 6)
- Ambre Pallas : Lili, élève de Sam (depuis la saison 6)
- Nelsonn Clichy : Gaspard, élève de Sam (depuis la saison 6)
- Édouard Michelon : Hervé, professeur d’histoire-géographie à l’école (depuis la saison 6)
- Marie-Pierre Bellefleur : Naëlle, professeur d’arts plastiques à l’école (depuis la saison 8)
- Bonnie Chagneau-Ravoire : Jade, petite-cousine de Sam (depuis la saison 8)

### Anciens acteurs récurrents
- Marina Vlady : Élisabeth Moreau, mère de Sam (saison 1, décédée)
- Jean-Pierre Lorit : Alexandre, premier amour de Sam (saison 1)
- Camille Japy : Muriel, femme d'Alexandre (saison 1)
- François Vincentelli : M. Martinez, père de Paloma et amant de Sam (saison 1)
- Guillaume Cloud-Roussel : Enzo Legeay, élève du collège (saison 1)
- Alika Del Sol : Malika Vidal, professeur d'allemand (saisons 1 à 5)
- Adama Niane : Issa, professeur de mathématiques (saisons 1, 3, 4 et 5)
- Jean-Pierre Malignon : Bruno Tixier, professeur de SVT (saisons 1 et 2)
- Éric Naggar : Bernard Ivanof, inspecteur d'académie (saisons 1 et 2)
- Gabriel Caballero : Louis, binôme et petit ami d'Hugo (saison 2)
- Grégoire Champion : Roméo  (saison 2)
- Adam Amara : Max Deltombe, élève de Sam (saisons 2 et 3)
- Billie Boiseau : Olivia, secrétaire de direction (saisons 2 à 3), assistante d'éducation (saisons 4 et 5)
- Arthur Choisnet : Tom Ramos, professeur d'EPS (saisons 2 à 5)
- Jean-Charles Chagachbanian : Thierry, père d'Alex et d'Anna (saisons 2, 3 et 5)
- Bertrand Usclat : Baptiste, ex petit ami d’Aurélie (saisons 2 à 4)
- Philippe Lefebvre : Nathan, père d'Hugo (saisons 3 et 5)
- Baptiste Dupuy : Louis, petit ami d'Hugo (saison 3)
- Florence Pernel : Mme Tallot, mère d'Allister (saison 3)
- Ilys Barillot : Chloé, fille de Véronique (saisons 3 à 5)
- Julia-Sarah Mbappe Koum : Bettina (saison 3)
- Armelle Deutsch : Suzanne, mère d'Antoine (saison 4)
- Sara Martins : Deborah, femme d'Antoine (saison 4)
- Brigitte Aubry : Madame Leroy, mère de Véronique ; grand-mère de Chloé et Madeleine (saison 4)
- Shirley Bousquet : Isabelle Florentin, mère d'élève (saisons 4 et 5)
- Jaynelia Coadou : Angela, fille d'Antoine et Déborah ; élève de Sam (saisons 4 et 5)
- Alexandre Bierry : Thomas, barman et petit ami d’Aurélie (saisons 4 à 6)
- Luna Lou : Sam, 15 ans (saisons 4 et 5)
- Grégoire Paturel : Antoine, 15 ans (saisons 4 et 5)
- Gwendal Marimoutou : Sacha, fils d'Antoine et Déborah  (saisons 4 et 5)
- Rosa Bursztein : Marion, nouvelle surveillante au collège George Sand et collègue du CPE (saison 5)
- Quentin Ourry : Matthieu Calligari, élève de Sam (saison 5)
- Samir Boitard : Lieutenant Montel, chargé de l'enquête sur l'accident de Matthieu (saison 5)
- Lia Ly : Mathilde  (saison 5, épisodes 2 et 8)
- Francis Perrin : Alain Furgé, nouveau mari d’Anne-Marie (saison 6)
- Victor Lefebvre : Martial (saison 6)
- Norbert Ferrer : Docteur Blanchat (saisons 6 et 7)
- Saliha Bala : Malhia, professeur d’arts plastiques à l’école (saisons 6 et 7)
- Catherine Demaiffe : Nathalie, employée de mairie (saison 7)

### Acteurs invités
- Marie Fugain : Dr Dardel, radiologue (saison 3)
- Christine Citti : Cancérologue (saison 3)
- Olivier Sitruk : Animateur de Quick Quizz (saison 3)
- Smaïn : M. Al Chamari, parent d’élève (saison 4)
- Firmine Richard : Mme N'Dollo, mère de Nicolas (saison 4)
- Stéphane Grossi : Yannick, père de Chloé et ex de Véronique (saison 4)
- Alexandra Mercouroff : Delphine Calligari, mère de Matthieu (saison 5)
- Franck Gourlat : M. Calligari, père de Matthieu (saison 5)
- Laurence Yayel : Josiane, professeur d’EPS du collège Marcel Pagnol (saison 5)
- Rodolfo de Souza : Jésus Martinez (saison 5)
- Julien Bravo : M. Martinez fils (saison 5)
- Charles Clément : Maître Pierre (saison 5)
- Cédric Delsaux : Stéphane, infirmier (saison 5)
- Franck Capillery : Néphrologue (saison 5)
- Olivier Claverie : Président du tribunal (saison 5)
- Charline Emane : Alice (saison 6)
- Nicky Marbot : Claude (saison 6)
- Stéphane Debac : Joël (saison 6)
- Cécile Rebboah : Morgane (saison 6)
- Clément Moreau : Loïc (saison 6)
- Charles Lelaure : François Pernaud (saison 7)
- Julie Bargeton  : Clotilde Pernaud (saison 7)
- Aliocha Delmotte : William Pernaud (saison 7)
- Paulin Gautier : Vincent (saison 7)
- Leslie Bevillard : Éva Frot (saison 7)
- Djanyce Mavua : Gloria (saison 7)
- Aurélien Dupré : Jérémy (saison 7)
- Michèle Simonnet : Jeanne Pivier (saison 7)
- Bonnie Bouriche Troutaud : Lana Pivier (saison 7)
- Alice Maurel Legnaro : Joséphine (saison 7)
- Mélinée Leclerc : Julie (saison 7)
- Fanny Atarian : Lisa Montiège (saison 7)
- Mahamadou Yaffa : Jonathan (saison 7)

## Production

### Développement
La série est une adaptation de la série originale danoise, Rita, créée par Christian Torpe et produite par SF Film Production,. Pour interpréter le rôle-titre, la production choisit Mathilde Seigner, amie de la réalisatrice Valérie Guignabodet, qui réalise la première saison. Mais peu avant la diffusion de la série, la réalisatrice meurt brutalement d'une crise cardiaque. Très affectée par le décès de son amie, Mathilde Seigner refuse de reprendre le rôle de Sam pour la saison 2. Un nouveau réalisateur est engagé : Gabriel Aghion et Natacha Lindinger incarne désormais l'enseignante.
Le 28 février 2022, l’actrice Fanny Gilles qui interprète Véronique Leroy, annonce dans les colonnes de Télé 7 Jours que TF1 a commandé la saison 7 de Sam, en déclarant : « On a le feu vert de TF1. ». Cependant, cette 7e saison ne sera pas à l’antenne de TF1 en janvier 2023, comme les saisons précédentes depuis la saison 2. En effet, Charlotte Gaccio a indiqué dans une interview accordée à Télé 7 Jours le 1er juillet 2022, que le tournage de cette 7e salves n’avait pas commencé, contrairement aux saisons précédentes, où le tournage avait déjà debuté à cette période. Le tournage ne serait prévu que pour début 2023, en cause, TF1 aurait demandé la réécriture de la série, selon les dires de l’actrice.
Également, le doute persiste sur la présence ou non de l’actrice principale Natacha Lindinger l’interprète de Sam depuis la saison 2. En effet, l’actrice n’est pas sûre de vouloir retourner incarner le personnage principal pour la 6e fois. Dans une interview accordée à Télé 7 Jours le 7 juin 2022, elle déclare : « C’est en écriture, mais pour l’instant, je n’ai rien lu. Donc, rien de confirmé. » avant de poursuivre sur son indécision de vouloir y retourner : « J’ai surtout la liberté d’y aller ou pas. Les scénaristes sont en train d’écrire, nous avons des rendez-vous. On verra où tout cela nous mène. »
Le 21 novembre 2022, elle annonce quitter la série et est remplacée par Hélène de Fougerolles pour la saison 7 dont le tournage devrait démarrer en février 2023 pour 6 nouveaux épisodes au lieu de 8.

### Tournage
Le tournage a entièrement lieu en Île-de-France, notamment au collège Jean-François-Clervoy à Franconville. Le tournage de la saison 1 a eu lieu de mi-août à fin novembre 2015. Les vacances d'été et de Toussaint ont permis de réaliser les scènes avec les élèves.
À partir de la saison 6, le tournage a lieu dans les Yvelines, notamment aux alentours de Montfort-l'Amaury ou à Millemont (où se trouve le château qui sert de décor à l'école) et à Houdan, mais aussi en Seine-et-Marne à Flagy (qui sert de décor pour le centre du village). Cette sixième saison a été tournée du 12 avril au 31 juillet 2021.

### Musique
La chanson du générique de la saison 1 est All or Nothing, écrite et interprétée par KT Tunstall.
La chanson du générique depuis la saison 2 est Where Is My Mind? des Pixies.

### Fiche technique
- Titre original : Sam
- Création : Claire LeMaréchal et Stéphanie Tchou-Cotta
- Réalisation : Valérie Guignabodet (saison 1), Gabriel Aghion (saison 2), Arnaud Sélignac & Stéphanie Murat (saison 3), Jean-Marc Brondolo (saison 4), Philippe Lefebvre & Mathilde Vallet (saison 5), Philippe Lefebvre (saison 6), Hippolyte Dard (saisons 7 et 8)
- Scénario : Cristina Arellano, Clara Bourreau, Valérie Guignabodet, Claire LeMaréchal, Cécile Lugiez, Laurent Mondy, Yves Ramonet et Stéphanie Tchou-Cotta
- Direction artistique : Thérèse Ripaud
- Costumes : Fabienne Katany
- Photographie : Bruno Degrave
- Montage : Françoise Roux, Stéphanie Mahet, Romain Namoura
- Musique : Fabrice Aboulker
- Production : Aline Besson et Isabelle Drong
- Société de production : Authentic Prod
- Sociétés de distribution (télévision) : TF1 et RTBF (Radio-télévision belge de la Communauté française)
- Société de postproduction : Deflight
- Pays d'origine :  France
- Langue originale : français
- Genre : comédie dramatique
- Public : Tous publics / Déconseillé aux moins de 10 ans (certains épisodes de la saison 1)
- Durée : 48 à 52 minutes

## Diffusion
| Saison | Saison | Épisodes | France          | France          |
| Saison | Saison | Épisodes | Début de saison | Fin de saison   |
| ------ | ------ | -------- | --------------- | --------------- |
|        | 1      | 6        | 2 mai 2016      | 16 mai 2016     |
|        | 2      | 6        | 8 janvier 2018  | 22 janvier 2018 |
|        | 3      | 8        | 28 janvier 2019 | 18 février 2019 |
|        | 4      | 8        | 6 janvier 2020  | 27 janvier 2020 |
|        | 5      | 8        | 4 janvier 2021  | 25 janvier 2021 |
|        | 6      | 8        | 3 janvier 2022  | 24 janvier 2022 |
|        | 7      | 6        | 8 janvier 2024  | 22 janvier 2024 |
|        | 8      | 6        | 28 avril 2025   | 12 mai 2025     |

## Liste des épisodes
- Si vous ne connaissez pas le sujet, laissez ce bandeau (vous pouvez alors contacter les auteurs).
- Si vous supprimez le contenu mis en cause (vous pouvez préalablement contacter les auteurs),

argumentez précisément cette suppression dans la page de discussion
(un manque de référence n'est pas un argument ; une recherche réelle de référence doit avoir été effectuée, être formellement documentée).

### Première saison (2016)
Le tournage de la première saison a eu lieu à l'été 2015, pour être diffusé du 2 mai 2016 au 16 mai 2016 sur TF1.
| № | # | Titre français                                    | Diffusion   | Audience           |
| - | - | ------------------------------------------------- | ----------- | ------------------ |
| 1 | 1 | La Gifle                                          | 2 mai 2016  | 7 350 000 (29,4 %) |
| 2 | 2 | La Confusion des sentiments                       | 2 mai 2016  | 6 630 000 (30,3 %) |
| 3 | 3 | Sur un arbre perché                               | 9 mai 2016  | 6 420 000 (26 %)   |
| 4 | 4 | Conjugaison au plus que parfait                   | 9 mai 2016  | 5 880 000 (27,7 %) |
| 5 | 5 | Liberté                                           | 16 mai 2016 | 6 530 000 (25,9 %) |
| 6 | 6 | Ils vécurent heureux et eurent beaucoup d'enfants | 16 mai 2016 | 6 080 000 (28,2 %) |

### Deuxième saison (2018)
Le tournage de la deuxième saison a eu lieu à l'été 2017, pour être diffusé du 8 janvier 2018 au 22 janvier 2018 sur TF1.
| №  | # | Titre français                | Diffusion       | Audience           |
| -- | - | ----------------------------- | --------------- | ------------------ |
| 7  | 1 | Les Mémoires                  | 8 janvier 2018  | 5 140 000 (19,9 %) |
| 8  | 2 | L’École des mères             | 8 janvier 2018  | 4 280 000 (19,6 %) |
| 9  | 3 | Je serai, tu seras, elle sera | 15 janvier 2018 | 4 360 000 (17,5 %) |
| 10 | 4 | Les Confessions               | 15 janvier 2018 | 3 680 000 (18,4 %) |
| 11 | 5 | Il n'y a pas d'amour heureux  | 22 janvier 2018 | 4 030 000 (16,3 %) |
| 12 | 6 | Choix cornéliens              | 22 janvier 2018 | 3 580 000 (17,5 %) |

### Troisième saison (2019)
Le tournage de la troisième saison a eu lieu au printemps 2018, pour être diffusée du 28 janvier 2019 au 18 février 2019 sur TF1.
| №  | # | Titre français | Diffusion       | Audience           |
| -- | - | -------------- | --------------- | ------------------ |
| 13 | 1 | Allister       | 28 janvier 2019 | 4 190 000 (17,8 %) |
| 14 | 2 | Mathis         | 28 janvier 2019 | 3 860 000 (19,9 %) |
| 15 | 3 | Charlotte      | 4 février 2019  | 4 220 000 (17,9 %) |
| 16 | 4 | Victor         | 4 février 2019  | 3 560 000 (18,5 %) |
| 17 | 5 | Nadia          | 11 février 2019 | 4 090 000 (18 %)   |
| 18 | 6 | Adam           | 11 février 2019 | 3 530 000 (19 %)   |
| 19 | 7 | Capucine       | 18 février 2019 | 4 020 000 (16,9 %) |
| 20 | 8 | Bettina        | 18 février 2019 | 3 660 000 (19 %)   |

### Quatrième saison (2020)
Le tournage de la quatrième saison a eu lieu au printemps 2019, pour être diffusée du 6 janvier 2020 au 27 janvier 2020 sur TF1.
| №  | # | Titre français | Diffusion       | Audience           |
| -- | - | -------------- | --------------- | ------------------ |
| 21 | 1 | Simon          | 6 janvier 2020  | 3 910 000 (16,5 %) |
| 22 | 2 | Arthur         | 6 janvier 2020  | 3 450 000 (17,6 %) |
| 23 | 3 | Ava            | 13 janvier 2020 | 4 140 000 (17,7 %) |
| 24 | 4 | Rayanne        | 13 janvier 2020 | 3 660 000 (19,1 %) |
| 25 | 5 | Kenza et Lucie | 20 janvier 2020 | 3 760 000 (16,3 %) |
| 26 | 6 | Emma et Joris  | 20 janvier 2020 | 3 460 000 (17,6 %) |
| 27 | 7 | Théo           | 27 janvier 2020 | 3 940 000 (16,9 %) |
| 28 | 8 | Julien         | 27 janvier 2020 | 3 530 000 (17,9 %) |

### Cinquième saison (2021)
Le tournage de la cinquième saison a eu lieu à l'été 2020, pour être diffusée du 4 janvier 2021 au 25 janvier 2021 sur TF1.
| №  | # | Titre français   | Diffusion       | Audience           |
| -- | - | ---------------- | --------------- | ------------------ |
| 29 | 1 | Matthieu         | 4 janvier 2021  | 4 480 000 (18 %)   |
| 30 | 2 | Mathilde         | 4 janvier 2021  | 4 220 000 (19,4 %) |
| 31 | 3 | Rosa             | 11 janvier 2021 | 4 730 000 (19,6 %) |
| 32 | 4 | Jonas            | 11 janvier 2021 | 4 200 000 (20,8 %) |
| 33 | 5 | Frida            | 18 janvier 2021 | 4 800 000 (19,8 %) |
| 34 | 6 | Clément          | 18 janvier 2021 | 4 220 000 (21,2 %) |
| 35 | 7 | Fernand          | 25 janvier 2021 | 4 720 000 (19,8 %) |
| 36 | 8 | Paul et Matthieu | 25 janvier 2021 | 4 250 000 (22,5 %) |

### Sixième saison (2022)
Le 26 janvier 2021, le lendemain de la diffusion des 2 derniers épisodes de la saison 5 sur TF1, il est annoncé que la série est renouvelée pour une 6e saison qui sera diffusée en 2022. Le tournage a commencé le 12 avril 2021. La diffusion a lieu du 3 janvier 2022 au 24 janvier 2022 sur TF1.
| №  | # | Titre français | Diffusion       | Audience           |
| -- | - | -------------- | --------------- | ------------------ |
| 37 | 1 | Sarah-Amélie   | 3 janvier 2022  | 4 280 000 (19,8 %) |
| 38 | 2 | Jocelyn        | 3 janvier 2022  | 3 820 000 (20,6 %) |
| 39 | 3 | Martial        | 10 janvier 2022 | 4 110 000 (18,7 %) |
| 40 | 4 | Alice          | 10 janvier 2022 | 3 720 000 (20,4 %) |
| 41 | 5 | Émilie         | 17 janvier 2022 | 4 080 000 (18,8 %) |
| 42 | 6 | Gaspard        | 17 janvier 2022 | 3 650 000 (20,6 %) |
| 43 | 7 | Sonia          | 24 janvier 2022 | 4 380 000 (19,5 %) |
| 44 | 8 | Juliette       | 24 janvier 2022 | 4 010 000 (21,5 %) |

### Septième saison (2024)
Le tournage de la septième saison a eu lieu à partir de février 2023 pour être diffusée du 8 janvier 2024 au 22 janvier 2024 sur TF1.
| №  | # | Titre français | Diffusion       | Audience           |
| -- | - | -------------- | --------------- | ------------------ |
| 45 | 1 | William        | 8 janvier 2024  | 3 350 000 (16,2 %) |
| 46 | 2 | Fanny          | 8 janvier 2024  | 2 840 000 (16,4 %) |
| 47 | 3 | Jérémy         | 15 janvier 2024 | 2 950 000 (14,2 %) |
| 48 | 4 | Gus            | 15 janvier 2024 | 2 470 000 (16,1 %) |
| 49 | 5 | Lana           | 22 janvier 2024 | 2 700 000 (12,8 %) |
| 50 | 6 | Joséphine      | 22 janvier 2024 | 2 350 000 (14 %)   |

### Huitième saison (2025)
Le tournage de la huitième saison a lieu. La diffusion est prévue du 28 avril 2025 au 12 mai 2025.
| №  | # | Titre français | Diffusion     | Audience           |
| -- | - | -------------- | ------------- | ------------------ |
| 51 | 1 | Jade           | 28 avril 2025 | 2 970 000 (16,3 %) |
| 52 | 2 | Adrien         | 28 avril 2025 | 2 390 000 (17,1 %) |
| 53 | 3 | Lili           | 5 mai 2025    | 2 350 000 (12,2 %) |
| 54 | 4 | Solal          | 5 mai 2025    | 1 970 000 (13,2 %) |
| 55 | 5 | Léo et Killian | 12 mai 2025   | 2 650 000 (13,9 %) |
| 56 | 6 | Andréa         | 12 mai 2025   | 2 290 000 (15,3 %) |

## Audience

### Récapitulatif
| Saison | Saison | Audience           | Audience           | Audience           |
| Saison | Saison | Première           | Finale             | Moyenne            |
| ------ | ------ | ------------------ | ------------------ | ------------------ |
|        | 1      | 7 350 000 (29,4 %) | 6 080 000 (28,2 %) | 6 480 000 (27,9 %) |
|        | 2      | 5 140 000 (19,9 %) | 3 580 000 (17,5 %) | 4 180 000 (18,2 %) |
|        | 3      | 4 190 000 (17,8 %) | 3 660 000 (19 %)   | 3 890 000 (18,4 %) |
|        | 4      | 3 910 000 (16,5 %) | 3 530 000 (17,9 %) | 3 730 000 (17,5 %) |
|        | 5      | 4 480 000 (18 %)   | 4 250 000 (22,5 %) | 4 450 000 (20,1 %) |
|        | 6      | 4 280 000 (19,8 %) | 4 010 000 (21,5 %) | 4 010 000 (19,3 %) |
|        | 7      | 3 350 000 (16,2 %) | 2 350 000 (14 %)   | 2 780 000 (15 %)   |
|        | 8      | 2 970 000 (16,3 %) | 2 290 000 (15,3 %) | 2 440 000 (14,7 %) |

## Autour de la série
- En s'engageant sur la série, Mathilde Seigner a dû renoncer au rôle de Sophie Gatineau dans Camping 3, les tournages coïncidant[19].